# Haba

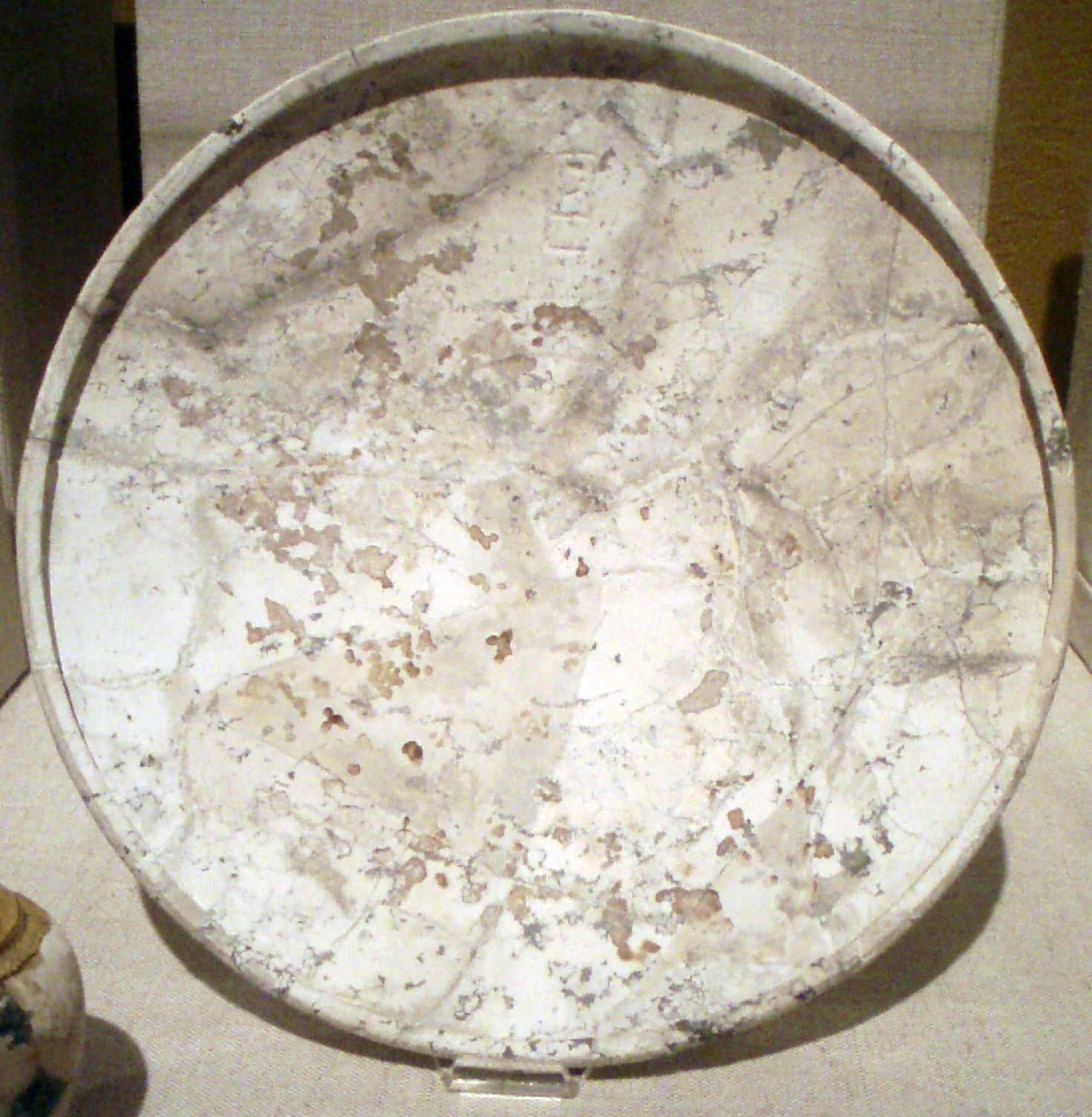
Haba nevével ellátott dolomit-tál Zavijet el-Arjanból

Haba vagy Khaba "a ká (lélek) megjelenik".(ur.: kb. i. e. 2643 – i. e. 2637) az óegyiptomi III. dinasztia tagja. 

## Uralkodása
Sem származása, sem a dinasztiában elfoglalt időrendi helye, sem uralkodásának időtartama és ideje nem tisztázott. Néhány nevével ellátott emlék alapján a mai Zavijet el-Arjan mellett épített, de soha be nem fejezett lépcsős piramis tulajdonosának tartják. A torinói királylista Szehemhet utódaként egy Hudzsefaként rekonstruált név olvasható hat év uralkodási idővel, míg az abüdoszi királylista ugyanezen a helyen egy Szedzsesz nevet tartalmaz. Talán a Haba Hór-név volt, míg az uralkodói név Hudzsefa, amelyet az abüdoszi írnok nem tudott kiolvasni.
A Zavijet el-Arjan melletti ókori temető több masztabájában találtak kővázákat, amelyeken a szereh-keretbe írt Haba név szerepel, ilyen volt például a Z-500 jelű sír. Dzsószer utánra datálását csak az elvétve előforduló szenu-keret (kártus) indokolja.

## Hozzá kapcsolható piramis
A Zavijet el-Arjan mellett található lépcsős piramis, amelyet sokszor „réteges piramis” néven említenek, csak azért kapcsolódik a nevéhez, mert a környező masztabákban sokszor tűnik fel a neve, a piramis szerkezete pedig Dzsószer utáni jellegű. Haba nevét először Andrew George Reisner hozta összefüggésbe az építménnyel. Alépítménye és konstrukciója Szehemhet piramisához nagyon hasonló, ezért a kettőjük közti idő valószínűleg rövid volt, talán közvetlenül egymást követték a trónon, de sorrendjük nem állapítható meg. A piramis befejezetlen, valószínűleg temetkezésre nem került sor.

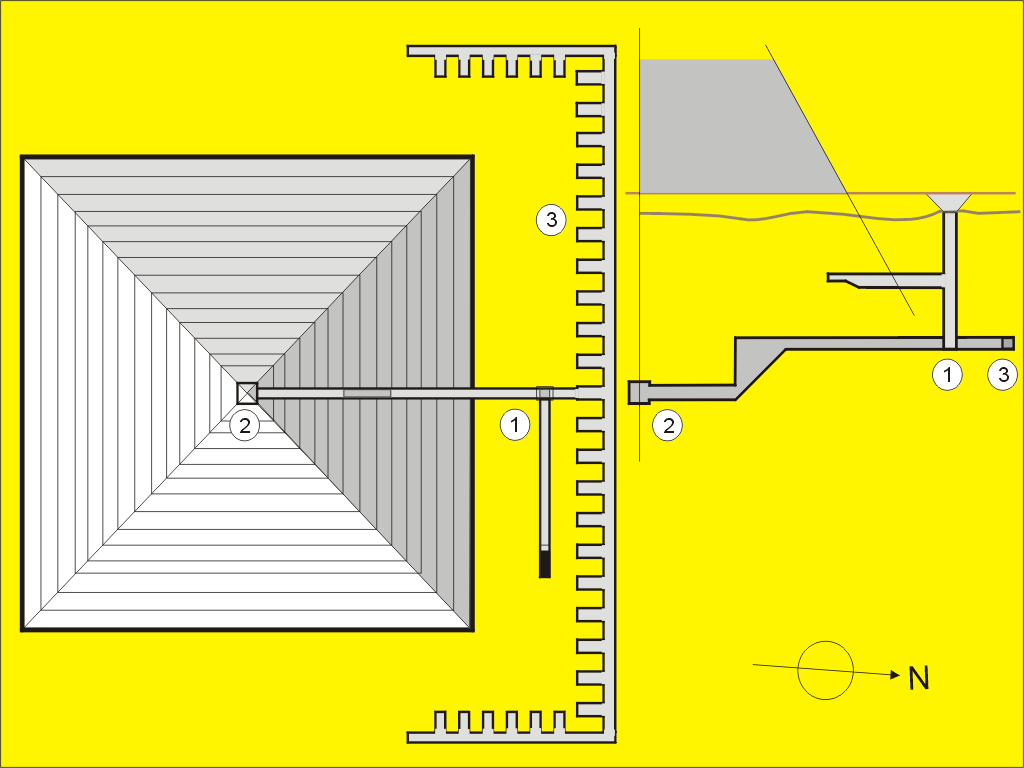
Haba piramisának alaprajza és metszete. 1: függőleges kürtő a bejárati folyosó és a sírkamrához vezető folyosó metszésében, 2: sírkamra, 3: halotti kelengyés kamrák és folyosója

A felépítmény 14 egymás fölé helyezett rétegből áll, amelyek a középpont felé dőlnek. A rétegeknek csak a külső felük megmunkált, a belső felületek közti hézagokat agyaggal tapasztották ki. Nem tudni, hogy az építkezés mely szakaszában fejeződött be, de a külső burkolatnak semmi nyoma sincs, ezért befejezetlen volta igen valószínű. A sírkamrában még szarkofág sincs.
Alépítményében a sírkamra 3,63 x 2,65 méter alapterületű, 3 méter magas, pontosan a piramis középpontja alatt helyezkedik el. 32 darab halotti kelengyés kamra került elhelyezésre, pontosan Szehemhet tervei alapján. A bejárat elhelyezésében újítás mutatkozik, mivel nem a sírkamrához vezető lejtős folyosó meghosszabbításában van.
A piramis 84 méteres alapélen 42–45 méteres magasságot ért (volna) el.
A piramisban Maspero, Morgan, Barsanti és Reisner végzett feltárásokat.